# Ofensiva militar turca al nord de Síria de 2016-2017
La intervenció turca al nord de Síria, anomenada per Turquia ofensiva Escut de l'Eufrates (turc: Fırat Kalkanı Operasyonu o Fırat Kalkanı Harekatı) és una operació militar fronterera de les Forces Armades de Turquia i faccions de l'Exèrcit Lliure de Síria (FSA, per les seves sigles en anglès) realitzada durant la Guerra Civil siriana. L'operació va ser entre la riba oest del riu Eufrates i la ciutat en mans de les forces rebels d'Azaz. Les faccions rebels sota el nom d'Exèrcit Sirià lliure, recolzats militarment per Turquia, van lluitar contra l'autoanomenat Estat Islàmic (EI) i les Forces Democràtiques de Síria (FDS), coalició kurdo-àrab amb l'objectiu d'alliberar el mateix territori i acusades de desestabilitzar el nord de Síria igual que Estat Islàmic. L'operació va començar el 24 d'agost de 2016 amb la captura de la ciutat de Jarablus, i va finalitzar oficialment el 29 de març de 2017.

## Antecedents
El 20 de juliol de 2012, els rebels sirians van capturar la ciutat juntament amb el punt fronterer amb Turquia. No obstant això, al cap d'un any, el juliol de 2013, la ciutat va caure en mans de l'abans anomenat Estat Islàmic de Síria i Iraq, quan encara era aliada del Front al-Nusra.
Un any i mig més tard, el febrer de 2015, les Unitats de Protecció Popular, forces kurdes del nord de Síria, va aconseguir alliberar la ciutat de Kobanî en mans de l'Estat Islàmic, i van iniciar seguidament una gran ofensiva sobre les zones rurals de la ciutat, Cantó de Kobanî, al nord de ar-Raqqà, així com a Cantó de Cizire, al nord-oest de la Governació d'al-Hasakah.
Davant la gran desfeta de les forces jihadistes i els grans avenços de les forces kurdes, aquestes es van proposar l'objectiu d'unir els tres cantons per tal d'assegurar i alliberar les zones kurdes i poder-les defensar elles mateixes. Així doncs, el 10 de juliol de 2015 van aconseguir unir dos cantons, Kobanî amb Cizire, en acabar l'ofensiva sobre Tel Abyad.
Turquia, des de l'altra banda de la frontera, i degut al conflicte intern que tenen amb el Partit dels Treballadors del Kurdistan (PKK), no va veure mai amb bons ulls aquests avenços, amenaçant d'intervenir, al·legant i acusant els EUA de donar suport al consideren una branca del grup armat turc. L'objectiu de Turquia doncs, seria d'impedir la unió dels tres cantons i la desfeta de les forces kurdes, que podien acabar essent un referent per als ciutadans kurds de Turquia.
És per això que, des que Manbij va ésser alliberada per les FDS en acabar l'ofensiva sobre Manbij, Turquia va començar a fer moviments sobre el terreny per tal d'impedir que s'expandissin encara més.
Així doncs, el 20 d'agost de 2016, un gran nombre de rebels i un comboi militar amb més de 50 vehicles carregats amb armament pesat i armes d'abast mitjà, procedent d'al-Rai va ser traslladat a la frontera entre Turquia i Jarabulus.
Entre els dies 21 i 23 d'agost, Turquia va llençar repetidament atacs amb artilleria pensant sobre la ciutat de Jarablus així com sobre les milícies kurdo-àrabs prop de Manbij per tal impedir el seu avenç. Algunes fonts locals, van informar que fins a 23 civils havien perdut la vida en aquests atacs i que les forces d'EI estava abandonant la ciutat per tal de no enfrontar-se amb l'exèrcit turc quan decidís entrar, cosa que no havia fet en altres ciutat com ara Palmira, davant l'exèrcit àrab de Síria.

## L'ofensiva

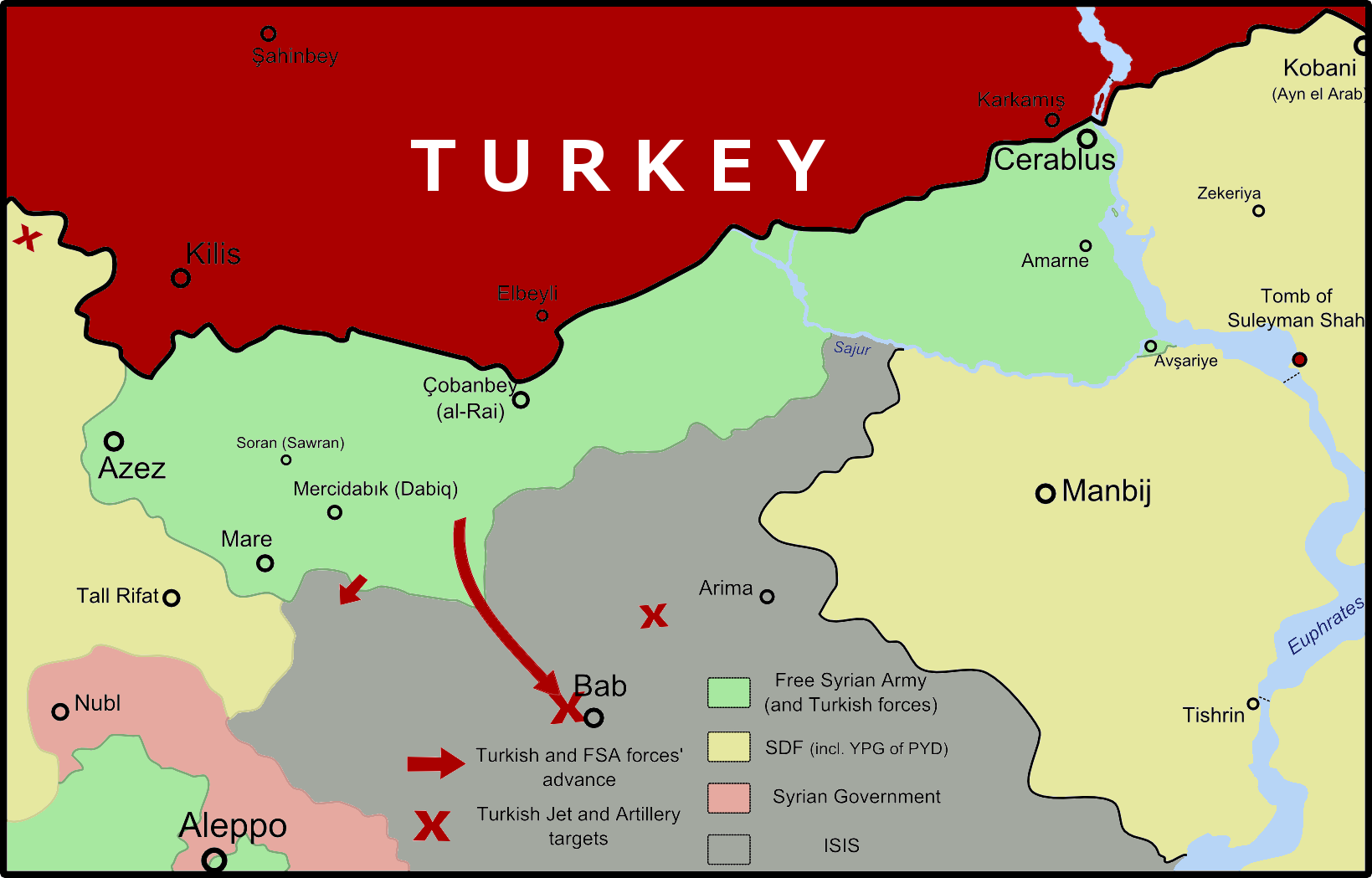
Intervenció turca a Síria, agost 2016

De bon matí el 24 d'agost, les forces turques van començar el llançament d'artilleria contra posicions d'EI a Jarabulus mentre la Força de l'Aire turca bombardejava fins a 11 objectius des de l'aire. Més tard, tancs turcs, seguits de camions militars i les Forces Especials turques van travessar la frontera juntament amb rebels sirians i van atacar la ciutat amb l'ajuda de l'aviació de la coalició internacional.
Unes quantes hores després del començament de l'ofensiva, les Forces Especials turques i la Legió del Xam va capturar el seu primer poble, Tal Katlijah, després que els combatents d'EI retrocedissin, suposadament per reforçar Jarabulus. Més tard, el nombre de pobles capturats havia augmentat a quatre. Finalment, 22 hores després d'iniciar l'ofensiva es va informar que les forces turques juntament amb les FSA havien capturat la ciutat de frontera de Jarabulus, amb poca o gens resistència per part d'EI. Fons locals informen que la dins la ciutat va haver-hi pocs enfrontaments, ja que les forces jihadistes l'havien abandonat en un 90%. SOHR també va confirmar que la majoria de la ciutat havia estat capturada pel FSA. Fonts locals, van afirmar que els combatents islamistes es dirigien a la ciutat de al-Bab, per a encarar una possible ofensiva del recentment creat Consell Militar d'Al-Bab, branca de militants de la ciutat i rodalides de les FDS.

### Amenaces a les FDS i retirada al sud del riu Sajour (25 - 29 d'agost)
El mateix dia, Joe Biden, visepresident dels Estats Units, va exigir a les Forces Democràtiques de Síria que havien d'abandonar la ciutat de Manbij, recentment alliberada durant l'ofensiva sobre Manbij,i retirar-se a la costa est de l'Eufrates. Les FDS, però, van negar-se a retirar les tropes de Manbij, mentre el també recentment creat Consell Militar de Jarablus va declarar que no deixarien la seva ciutat natal en mans de l'exèrcit turc ni grups rebels aliats, considerant-los no "gaire diferents a l'EI". Com a conseqüència, les milícies pro-Turquia van intentar entrar a la població d'Amarinah, al sud de Jarabulus, però van trobar-se amb la resistència kurdo-àrab que els va impedir capturar-la.
L'endemà, durant el segon dia de l'ofensiva, més de 20 tancs turcs van travessar la frontera, vulnerant les lleis internacionals. John Kerry, secretari d'estat dels Estats Units, va declarar el mateix dia 25 d'agost, que les Forces Democràtiques de Síria van començar a abandonar el territori recentment alliberat, tal com els havien exigit el dia abans. Així mateix ho confirmava un portaveu de les YPG, informant que la seva tasca sobre Manbij i les zones alliberades havia acabat i que deixaven el control de la zona al Consell Militar de Manbij perquè l'administrés. Turquia, però, el mateix dia i sense deixar marge de temps, a les darreres tropes que es retiraven els va llençar un atac amb un drone. Un d'aquests atacs, el de la població de Dandaniyah, va ser mitjançant armament químic, prohibit a nivel internacional i que podria suposar un crim de guerra. Per la seva banda, el Consell Militar de Jarablus va emetre un comunicat on reiterava que no permetrien que mercenaris pagats per l'estat turc tinguessin el control de la ciutat, i que les seves operacions seguirien el transcurs ja establert.
El mateix dia 25, algunes fonts locals van informar que dins la ciutat de Jarablus va haver-hi enfrontaments entre diferents grups del mateix Exèrcit Lliure de Síria pel control del territori capturat. Un cop assegurada la ciutat sota el seu control, els diferents grups van emetre comunicats sobre quines eren les seves pretensions. Per un costat, el Front de Llevant va comunicar la intenció de dirigir-se cap a Al-Bab. Per una altra, les Brigades Al-Moutasem i la Divisió Sultan Murad van comunicar la intenció de trencar el setge que realitzava l'Estat Islàmic sobre la ciutat de Mare'. Finalment, diversos mitjans turcs, van informar que la intenció era assegurar tota la frontera turco-siriana i fer-ne fora l'Estat Islàmic.
El dia 26 d'agost, fonts locals informaven que les YPG ja s'havien retirat completament de la zona deixant-la en mans dels seus aliats àrabs i membres de la coalició FDS.
Segons fonts turques, fins a 5.000 persones es van acollir a la donació d'aliments de la Mitja Lluna Roja el dia 27 d'agost a la ciutat de Jarablus. Aquest mateix dia, apareixien imatges de tres combatents àrabs del Consell Militar de Jarablus, presos com a ostatges a mans de la Brigada Sultà Murad, recolzada per Turquia, durant els enfrontaments amb signes clars de tortures.
El dia 28 d'agost, diversos bombardejos de l'aviació turca, van causar més de 40 morts. A Jeb el-Kussa un total de 20 morts i 50 ferits després del llençament d'artilleria sobre la població i a Al-Amarneh i Saressat 28 persones mortes i 25 ferits després dels bombardejos. Durant el cap de setmana, fonts independents sobre el territori, van afirmar un total de 70 civils van morir. Durant els enfrontaments el FSA afirma haver capturat juntament amb l'exèrcit turc les poblacions d'Amarna, Qusa i Balaban. A causa de la contundència turca cap a les milícies kurdo-àrabs, sense cap recolzament internacional, aquestes troben molt complicat seguir avançant cap a territori en mans d'Estat Islàmic, havent de focalitzar grans esforços sobre els continus atacs turcs. Aquest mateix dia, l'agència de notícies ANF va publicar imatges de com el CMJ destruïa un tanc turc. Les tortures, humiliacions i vexacions als ostatges de les FDS, aquesta vegada per part de la Legió del Xam (grup jihadista aliat de Turquia, el Front Islàmic i el Front al-Nusra), van ser gravades i, per tant, probades. A més a més, van començar els rumors que suposats membres d'Estat Islàmic haurien desertat del seu grup, per unir-se en la lluita contra les FDS a les zones capturades per l'exèrcit turc.
El dia 29 d'agost, nous atacs sobre població civil a la localitat de Dandania van causar la mort de 5 persones, 3 dels quals nens. El mateix municipi on dies anteiors, es van realitzar atacs amb amrmament químic. Després dels diversos atacs i la gran quantitat de ferits que estn generant els enfrontaments, els 5 hospitals de Manbij van emetre comunicats denunciant la manca de medicaments i utensilis necessaris per a tractar els malalts i ferits, amb metges treballant sense cobrar, de manera voluntaria, cosa que pot causar molts més morts dels que ja hi ha.  Aquest mateix dia, el CMJ va emetre un comunicat on van anunciar la seva retirada a la costa sud del riu Sajour per tal de prevenir la población de noves atrocitats de l'armada turca i els seus aliats. Per altra banda, Ibrahim Ibrahim, cap del Servei de Comunicacions de Rojava, va informar que les milícies al front estaven reorganitzant-se i rebent suports d'altres zones, negant rotundament que fossin membres de les YPG kurdes els que enviaven combatents.
A causa dels enfrontaments de continuats entre les faccions recolzades per Turquia i les FDS, el portaveu del Pentagon va mostrar la preocupació per part dels Estats Units de l'increment d'hostilitats, afegint que els combatents de les YPG havien complert la seva paraula marxant a la costa est del reiu Eufrates. Finalment, pel que fa als enfrontaments, les milícies turques van aconseguir arribar a les costes del riu Sajour, sumant 21 poblacions ja capturades, prèviament alliberades per les FDS.

### Treva entre les FDS i els grups rebels sota empara turca (30 d'agost - 2 de setembre)
El dia 30 d'agost, després de converses mediades per la coalició internacional, els rumors d'una treva parcial van ser confirmats amb les paraules del Coronel John Thomas:
"En les darreres hores, les diferents parts implicades ens han confirmat que deixaran de disparar-se per centrar-se en combatre l'Estat Islàmic. És un acord feble per als dies vinents, però esperem que al llarg d'aquests es consolidi."
No obstant aquestes afirmacions, al llarg de les hores van anar apareixent diversos comunicats d'ambdós bàndols negant i afirmant el suposat acord. Les possibles reticències van aparèixer després d'un comunicat de les milícies islamistes, les paraules de militars turcs i una declaració del ministre d'exteriors turcs que negaven cap mena de treva ni acord amb les milicies recolzades per les YPG. Per contra, el Consell Militar de Jarablus va emetre un comunicat on afirmava que les seves tropes no atacarien als combatents i militars islamistes i es mantindrien al sud del riu Sajour.
L'endemà, la negativa turca a una treva va seguir en peu, negant-se a aturar els enfrontaments amb, el que van anomenar, "els terroristes". No obstant això, els enfrontaments entre les forces recolzades per Turquia i les FDS no van escalar i la treva va seguir en peu. Pel que fa als fronts oberts contra Estat Islàmic, els jihadistes van llençar una contra ofensiva contra ambós bàndols, aconseguint capturar novament les poblacions de Kiliyeh, Arab Hasan Saghir, Al-Muhsinli i Al-Bulduq, en mans de FSA i FDS.
El dia 1 de setembre, les forces armades turques van dedicar-se a desactivar diversos artefactes que havien anat deixant en el camí les forces d'Estat Islàmic, a la ciutat fronterera de Karkamış, ciutat contigua a la famosa ciutat de Carquemix. Durant els enfrontaments amb l'Estat Islàmic, el FSA ha perdut les poblacions de Mulla Ya'qub, Hadabat i Kersanli. Pel que fa al territori controlat per la coalició multiètnica, els civils han sortit als carrers de Manbij i Sarrin per protestar contra la invasió turca al nord del país, especialment molestos amb la utilització del col·lectiu àrab com a justificació de la intervenció. Finalment, les Unitats Contra el Terrorisme de les YPG ha mostrat imatges de dos presoners detinguts dilluns, que dies anteriors havien aparegut en fotografies mostrant presoners torturats. Ambdós van confessar haver torturat als milicians.
El dia 2 de setembre, la Brigada Bob Crow, integrada per militants internacionalistes britànics i iralandesos al Batalló Internacional d'Alliberament, aliat de les FDS, va informar que desplaçarien els seus contingents cap a Manbij, des de ar-Raqqà per tal de defensar el territori en un possible atac turc o islamista (en el cas que es produís, en legítima defensa) sobre les posicions kurd-àrabs. Aquests moviment, va arribar després que un portaveu del primer ministre turc va dir que tractaria tots els voluntaris internacionalistes aliats a les FDS com a terroristes, i Yasin Aktay, portaveu d'AKP, va afirmar que els militants procedents d'Europa i Amèrica només podien ser considerats com agents d'inteligencia.
A finals del dia 2, un comunicat de l'armada turca va informar que fins a 271 objectius havien estat atacats fins a 1.195 vegades per les forces turques i els seus aliats del FSA, entre ells, tres edificis a Ezza i Qundarah. Aquesta darrera població va ser capturada finalment pels milicians pro-turcs.

### Tensions dins les Forces Democràtiques de Síria
El mateix dia 2 de setembre, una part del grup Liwa al-Tahrir va desertar a Turquia i va unir-se al FSA lluitant al nord d'Alep. Les tensions van començar temps enrere, un cop alliberades les àrees dels voltants d'Ayn Issa, de majoria àrab, que Liwa al-Tahrir volia controlar. La Carta Social de Rojava, però, prohibeix que el control d'una regió  recaigui sobre milícies armades un cop alliberada i assegurada, donant tot el control a una assemblea civil per evitar així l'aparició de senyors de la guerra (com passa a l'Afganistan o a Somàlia).
Segons analistes sobre el terreny el comandant Kafr Zita en volia mantenir el control i després de la negativa de les YPG, ell i Abdul Karim Obeid van travessar la frontera amb un petit contingent d'entre 20 i 50 milicials per unir-se a l'operació turca.
Liwa al-Tahrir, per una banda, va alegar que les YPG havien tallat el subministrament d'alimentació i aigua a la ciutat, per tal que els cedissin el control. També van acusar les forces kurdes d'apropiar-se del control de les FDS.
Les FDS, per altra banda, no en van donar massa importància. Diversos grups petits que es van unir per a combatre l'EI, quan van haver de combatre Turquia no ho veien amb bons ulls, entre d'altres raons, perquè havien rebut finançament d'aquests al llarg de la guerra.

### Turquia entra a al-Rai (3 de setembre - 19 de setembre)
El dia 3 de setembre, Turquia va portar tancs a la ciutat siriana d'al-Rai per ajudar els rebels a pressionar cap a l'est a l'hora que d'altres contingents pressionaven des de l'oest, les poblacions als voltants de Jarablus. L'operació va començar a la provincia de Kilis. Així doncs, la Legió del Xam i la Divisió Hamza van informar haver capturat les poblacions de Fursan, Lilawa, Kino i Najma, al sud d'Ezza, amb l'ajuda aèria dels Estats Units que va destruir diversos objectius d'EI mitjançant el nou sistema HIMARS. A finals del dia 3, es va comptabilitzar la captura d'un aeroport i entre 3 i 10 poblacions per part dels rebels pro-turcs.
El 4 de setembre, el primer ministre turc Binali Yıldırım i l'agència Anadolu van declarar que els rebels recolzats per Turquia van capturar els darreres poblacions en mans d'EI a la frontera entre ambdós països, tallant les linees de subministrament a l'exterior (tant de combatents com armament i municions).
El 5 de setembre, 9 poblacions més van ser capturades per les forces pro-turques, segons les Forces Armades Turques.
El 6 de setembre, tres soldats turcs van morir i quatre van resultar ferits durant els enfrontaments amb l'EI, prop de la ciutat d'al-Waqf, a més a més de 2 combatents del FSA. La població de Sadvi va ser capturada per les forces turques.
El 7 de setembre, es va comptabilitzar la tornada de només 300 persones a la ciutat de Jarablus des que va ser capturada tota la frontera per part de Turquia. Per altra banda, Nurettin Canikli, del govern turc va declarar que les forces kurdes no complien amb la seva paraula de retirar-se a l'est de l'Eufrates. Finalment, ARA News, va informar que EI va estar evacuant la seu de la població d'al-Bab, anticipant-se a una possible ofensiva en els dies o setmanes vinents.
El 8 de setembre, les FDS seguien avançant per l'oest direcció al-Bab, durant l'ofensiva oest d'al-Bab, i les forces pro-turques van establir les línies d'actuació per atacar al-Bab i d'altres zones. El mateix dia, el ministre d'exteriors turc va tornar a demanar que es creés una zona d'exclusió aèrea sobre la zona que controlen a Síria, alegant que permetria estabilitzar la zona, deixant tornar a refigiats així com permetre l'entrenament d'altres milícies per actuar sobre el terreny. No obstant la petició, Estats Units, tal com va sentenciar anys enrere, va negar crear una zona d'exclusió aèria a Síria.
El 9 de setembre, l'armada turca va informar de la mort de tres soldats turcs durant enfrontaments amb l'EI, a la regió de Tel el-Hawa. A més a més, fins a 15 posicions d'EI van ser atacades a Kafr Ghan i quatre edificis van ser destruïts a Tal Ali, Tel al-Hawa i Wuquf.
Entre els dies 10 i 13 de setembre, es calcula que van morir uns 26 militants d'EI degut als bombardejos tant de l'armada turca com de la nord-americana.
El 16 de setembre, la Brigada Ahrar al-Sharqya va retirar-se de l'operació Escut de l'Eufrates quan militars dels Estats Units van entrar a la ciutat d'Al-Rai, com a protesta per la intervenció nord-americana al nord d'Alep. Moments abans, les tropes dels EUA haver d'abandonar a correcuita la ciutat d'Al-Rai, seguits de tancs i camions turcs, perquè una quantitat important de combatents de l'Exèrcit Lliure de Síria van amenaçar en massacrar-los, acusant-los d'infidels. Les tensions amb els Estats Units i el sentiment anti-americà en els moviments islamistes d'Orient Mitjà fan que les tropes islamistes recolzades per Turquia no tolerin la presència nord-americana, tot i utilitzar, en molts casos, l'armament subministrat pels mateixos. No obstant això, desenes de militars dels Estats Units van seguir cooperant els turcs en suport a l'operació. El mateix dia, l'exèrcit turc va informar que 5 combatents del FSA van morir, mentre que 6 van resultar a la regió Tatimus. Durant els enfrontaments, 5 combatents d'EI van morir en durant els atacs aeris a les regions Kunaytirah, Tatimus, Cakka i Baragidah.

### Tercera fase de l'operació Escut de l'Eufrates (20 de setembre - 17 d'octubre)
El dia 16 de setembre, també, les Forces Armades Tuques i el FSA van anunciar oficialment l'inici de la tercera fase de l'operació Escut de l'Eufrates, amb la intenció d'arribar fins a la Base Militar Kuweires. Les Forces Especials dels Estats Units van recolzar l'operació. El 17 de setembre, la Brigada Muntanya Hawks va anunciar la seva retirada dels fronts de Jarabulus i al-Rai per desplaçar-se a Alep, Hama i Latakia. El mateix dia, font kurdes i confirmades per France 24 del Cantó d'Afrin van informar que les forces recolzades per Turquia a Jarablus, havien reclutat menors d'edat per tal que s'unissin a les seves files, amb imatges d'un d'ells mort durant els enfrontaments i d'altres carregant armament.
El dia 19, les forces turques juntament amb les rebels, sobretot la Brigada Sultà Murad, van capturar 5 poblacions al nord d'al-Bab, sumant ja 10 durant la tercera fase de l'operació.
El 20 de setembre, el Departament de Defensa dels Estats Units, va confirmar que les Forces d'Operacions Especials d'EEUU van hissar la bandera nord-americana a la ciutat de Tel Abyad, al Cantó de Kobanî, per tal de dissuadir l'exèrcit truc, a atacar la zona controlada pels kurds com ja havien fet en anteriorment. Com a resposta, l'exèrcit turc va realitzar vols intimidatoris sobre la zona amb helicopters de guerra i va instar a la població turca a mantenir-se allunyada de la frontera. Erdogan, com de anteriorment, va realitzar declaracions contra les forces kurdes de la zona, amenaçant-los a deixar la zona a la població àrab i turcmana de les poblacions circumdants.
El dia 23 de setembre, es van publicar imatges de militars turcs colpejant a un noi de 16 anys al que acusaven de pertànyer a l'Estat Islàmic i el forçaven a admetre la seva pertinença al grup terrorista.
El dia 25 de setembre, les forces recolzades per Turquia van retirar-se de fins a 20 poblacions a la zona d'al-Rai deixant tot l'armament en mans de les tropes d'Estat Islàmic.  Després d'aquestes pèrdues, un article del portal Al-Monitor, va sentenciar: "Des de l'inici, hi va haver dubtes sobre la viabilitat de l'operació Escut de l'Eufrates sense el recolzament de les tropes de terra turques.[…] La debilitat més gran era la diversitat de grups jihadistes sota el paraigües del FSA. Degut a aquestes deficiències, les tropes turques hauran de desplegar més tropes per tal d'avançar cap al sud". El mateix dia 25, un portaveu del CJTF-OIR dels Estats Units va afirmar la inclusió de les FDS i les YPG al programa d'entrenament i subministrament. El president Erdogan va condemnar-ho i va declarar que les FDS "posaven en perill el futur".
El 26 de setembre, Jarablus va ser connectat al subministrament elèctric de centrals turques. A més a més, una antiga escola va ser rehabilitada i va començar a utilitzar-se com a hospital. A la façana de l'edifici, una pancarta en turc i àrab, deia: "Ministeri de Salut de Turquia - Hospital de Jarablus", juntament amb la bandera de l'estat turc. Les critiques no van trigar en arribar, doncs alguns rumors comentaven la possibilitat que Turquia s'annexionés el territorio capturat.
El 27 de setembre, fonts locals van informar que l'exèrcit turc havia desplegat contingents a l'est de Çobanbey, a més a més d'enviar tropes a la frontera a Tel Abyad. Més tard, les forces opositores sirianes van atacar les poblacions de Sawran i Dabiq des de dos costats diferents, capturant dos pobles a l'Estat Islàmic.
L'ofensiva sobre Dabiq va començar quan les tropes rebels van començar a desplaçar-se cap a la ciutat i les tropes d'Estat Islàmic, per tal de repelar un atac futur, van desplaçar fins a 800 homes per a defensar-la. Degut a la dificultat d'una batalla carrer a carrer dins la ciutat, els moviments de les tropes rebels sirianes assenyalaven que la seva tàctica seria la d'assetjar la ciutat i les àrees circumdants, unint les columnes que capturarien dies després Akhtarin i la ciutat de Mare'.
Entre els dies 29 de setembre i 2 d'octubre, les tropes rebels van capturar 7 poblacions addicionals.
Durant el 4 i 5 d'octubre, els rebels van capturar la població de Bareh així com cinc poblacions circumdants. Els dies següents i fins al dia 16 d'octubre les forces rebels van anar avançant en diferents poblacions al voltant de la ciutat de Dabiq, fins a arribar a l'esmentat dia en que les forces d'Estat Islàmic es van retirar de la ciutat sense enfrontar-se a les forces pro turques. Des del punt de vista militar, és comprensible, ja que Dabiq no era pas una ciutat estratègica, com sí ho havia estat Manbij setmanes anteriors, és per això que abans de perdre grans esforços per la ciutat, decideixen abandonar-la. El mateix dia de la captura de Dabiq per part de les forces rebels les imatges que arribaven de la ciutat tenien un component nacionalista turc important, amb banderes amb la cara d'Erdogan en alguns edificis.

### Enfrontaments entre les FDS, FSA i EI (18 d'octubre - 3 de novembre)
El 18 d'octubre, al nord de la Brigada del Tro de la Divisió Hamza, va emetre un ultimàtum al "PKK" (en referència a les FDS) i a l'Exèrcit dels Revolucionaris, exigint la seva retirada de Tell Rifaat en un termini de 48 hores si no volien ésser atacats. Tant els rebels i les forces d'autodefensa liderades pels kurds van començar a avançar cap a al-Bab. Això va donar lloc a nous enfrontaments entre ambdós.
El 19 d'octubre, després que les forces rebels capturessin l'última població que les separava de les FDS, van iniciar una ofensiva contra les forces kurd-àrabs a la recció de Shahba i a Tell Rifaat amb suport turc. Al cap d'uns dies i de tots els enfrontaments entre ambdues parts el govern turc va comunicar, sense proves, que havien mort entre "160 i 200 membres de les YPG amb cura d'evitar qualsevol baixa civil". No obstant això, el govern sirià va informar que els atacs van causar la mort d'un nombre similar de civils. Per altra banda, les FDS van informar que només havien mort 11 membre de les seves files. Finalment, SOHR va informar que els milicians morts eren 20, i havien mort 4 civils durant els enfrontaments.
El 22 d'octubre, les forces turques informaven, falsament com va saber-se més tard, que havien capturat dues poblacions. Ara bé, finalment va provar-se que les forces pro-turques havien rodejat la població de Shaykh Issa, a l'est de Tell Rifaat. Turquia, en recolzament de les forces rebels, va bombardejar intensament tota l'àrea, en mans de les FDS, ignorant per complert que pocs quilòmetres més a l'est hi havia les tropes d'Estat Islàmic que deien estar atacant. A més a més, l'exèrcit turc també va entrar a àrees de la Governació d'Idlib i al Cantó d'Afrin, controlades per forces aliades, per tal de poder atacar i controlar quins eren els moviments de les FDS al front.
El 25 d'octubre, es va provar finalment que les FDS, amb molts menys recursos, havien aturat els atacs de les forces recolzades per Turquia, i van poder mantenir sota el seu control algunes poblacions. ANHA, un mitjà kurd, va informar que tot i el recolzament turc, les tropes no podien avançar al front amb les FDS, causant la retirada per evitar un cansament excessiu. Aquesta petita retirada, va ser aprofitada per les FDS i van aconseguir alliberar dues petites poblacions.

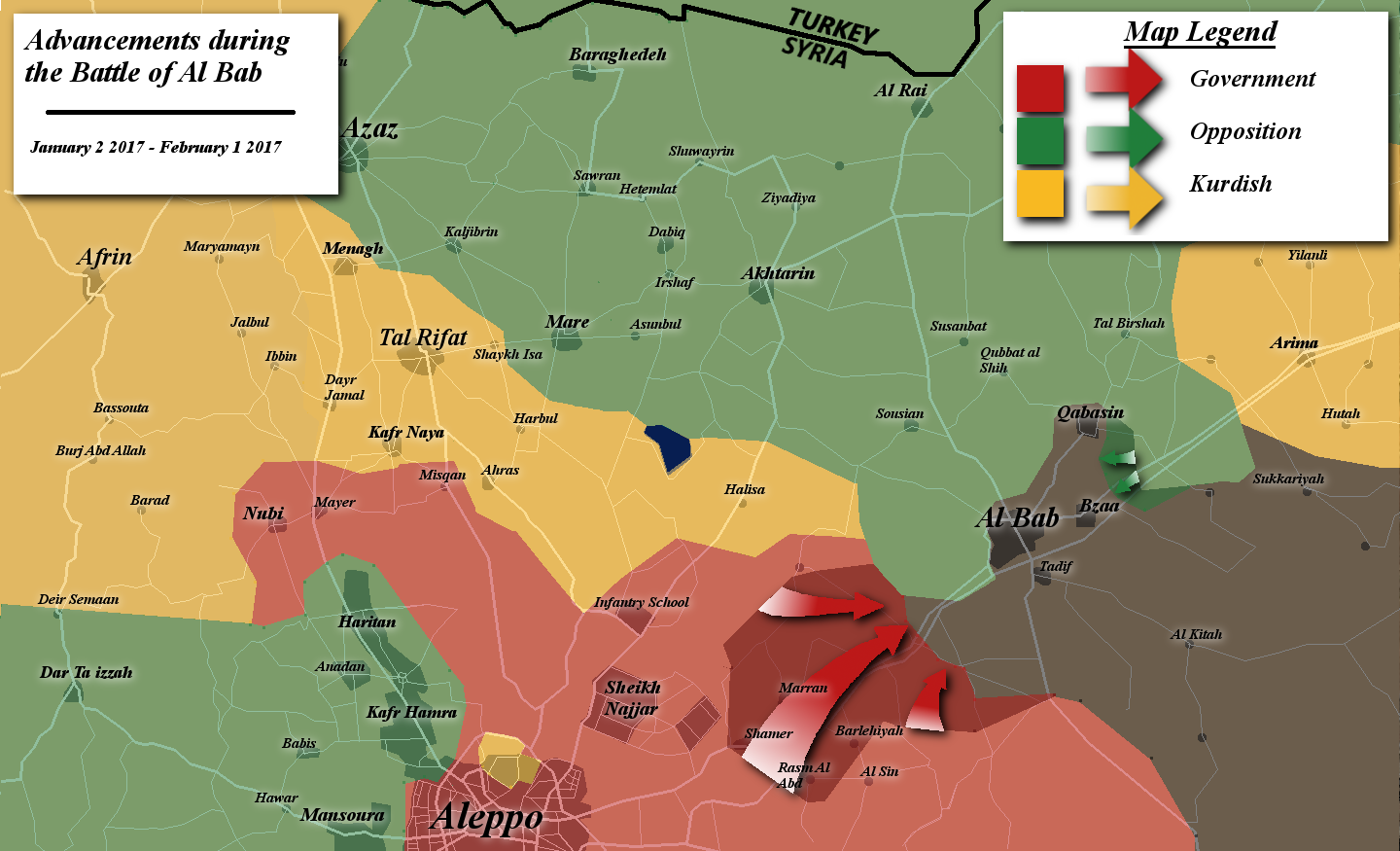
Fronts als voltants d'al-Bab abans de l'ofensiva final, amb els darrers avenços de l'Exèrcit Sirià

### Al-Bab (6 de novembre - 23 de febrer de 2017)
El 6 de novembre, els rebels recolzats per avions i artilleria turcs van avançar en direcció sud cap a al-Bab, entrant a la perifèria nord de la ciutat el 14 de novembre. La coalició liderada pels Estats Units no va donar suport a l'ofensiva al considerar que és una operació independent de Turquia, tot i les queixes de les Forces Democràtiques de Síria de continus atacs a les seves línies de combat.
El 24 de novembre, d'acord amb els militars turcs, la Força Aèria Àrab Síria va dur a terme un atac aeri contra les forces turques d'operacions especials i les forces rebels pro-turques al nord d'al-Bab, matant a tres soldats turcs i ferint-ne deu. Les reaccions van anar des del silenci més absolut per part de l'oficina del primer ministre turc, fins a demanar "actuar amb sentit comú" per part del líder opositor del Partit Republicà del Poble (CHP), Kemal Kilicdaroglu. Finalment, el primer ministre Binali Yildirim va emetre un comunicat assegurant que les agressions "no es deixen sense respondre".
No obstant les reaccions a Turquia, no va quedar clara qui va ser l'autor dels atacs. En un primer moment, les autoritats turques van afirmar que l'atac provenia de tropes d'EI, culpant-ne més tard les Forces Aèries Sírianes. No obstant això, el grup activista oposito SOHR va afirmar que era en realitat havia estat un atac suïcida d'EI. Finalment, l'autoanomenat Estat Islàmic va confirmar haver realitzat un atac suïcida a la zona.
L'endemà, el 25 de novembre, la força aèria siriana va negar que els seus avions haguessin bombardejat soldats turcs.
Fonts locals informen que les últims dies de l'any 2016, especialment el dia 22 de desembre, les forces recolzades per Turquia van realitzar un seguit de bombardejos indiscriminats contra territorio controlat tant per Estat Islàmic com per les forces kurd-àrabs. El dia 22, van ser assassinats més de 84 civils i 45 ferits a la ciutat d'al-Bab durant els bombardejos indiscriminats en un dels barris de la perifèria, sense cap mena de reacció internacional al respecte. Els primers dies de 2017, altres 11 civils van ser assassinats. El recompte aproximat dels bombardejos va ser d'uns 150.
El 8 de gener de 2017, el New York Times va informar que l'impuls adquirit després de la captura de la ciutat de Jarablus es va estancar a al-Bab a causa d'una forta resistència dels membres d'Estat Islàmic.
El 2 de febrer de 2017, Sky News va informar que l'aviació turca va matar 51 es combatents en l'espai de 24 hores en les zones d'Al Bab, Tadif, Kabbasin i Bzagah, els atacs aeris anaven dirigits a edificis i vehicles que van aconseguir per destruir fins a 85 posicions. No va haver-hi información de possibles morts civils com a finals de l'any 2016.
El 7 de febrer de 2017, es van produir enfrontaments entre les FDS i les forces turques a la ciutat de Tokhar nord de Manbij i sud de Jarabulus, en un intent de les segones d'avançar en terreny controlat per les forces kurd-àrabs, que va ser repel·lit.

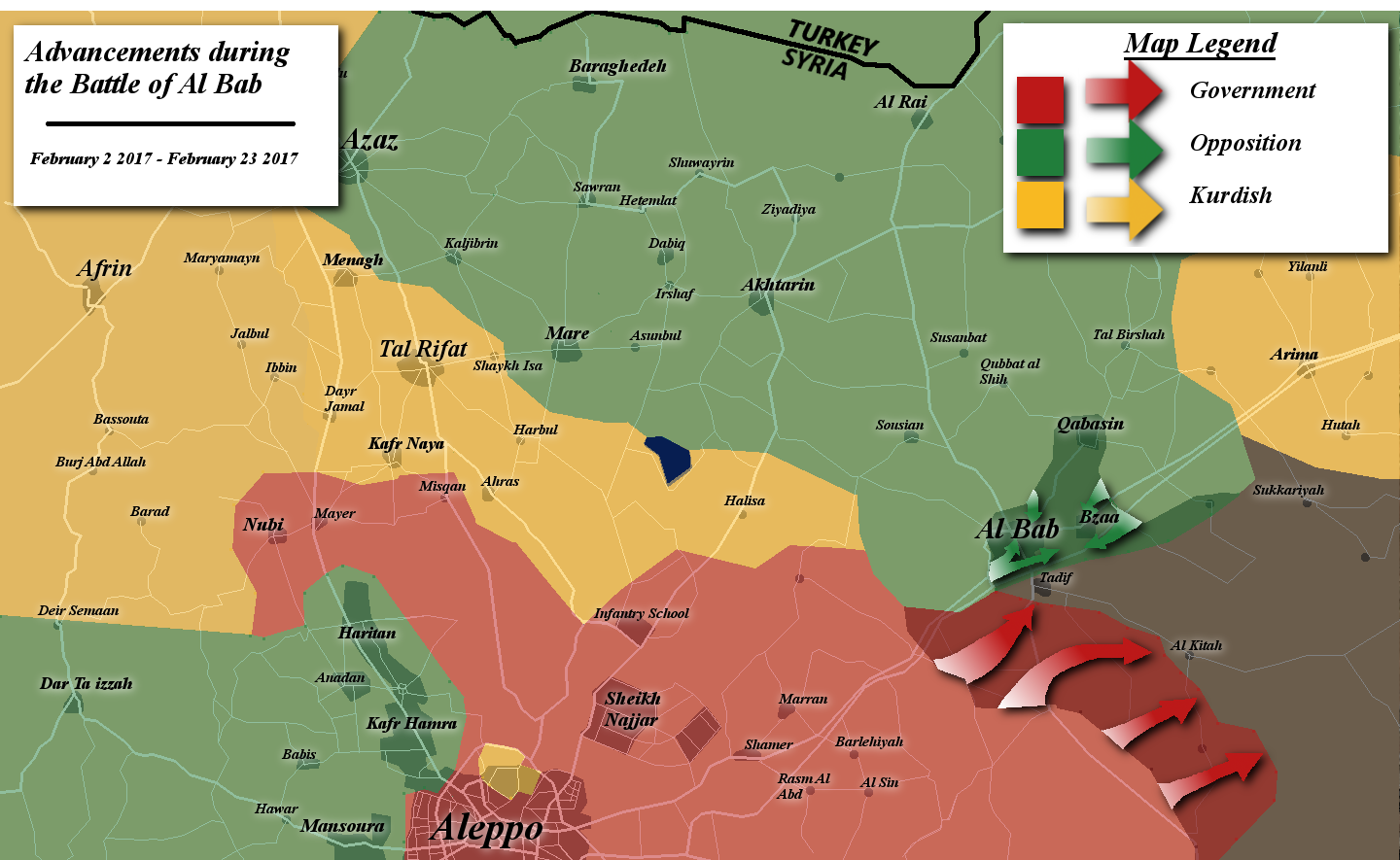
Captura d'al-Bab

L'11 de febrer les tropes rebels entren per l'oest a la ciutat en el primer intent de penetrar de manera efectiva.
El 14 de febrer de 2017, les forces turques van bombardejar la població en mans de les FDS de Tell Rifaat amb morters i artilleria pesada. L'ofensiva va continuar durant més d'un dia. Funcionaris kurds van condemnar els atacs deliberats que rebien, que implicaven reforçar les línies defensives davant l'exèrcit turc en comptes de destinar-les en les ofensives contra Estat Islàmic.
Entre el 15 i el 16 de febrer, les tropes pro turques i turques van declarar haver mort 15 membres d'EI, però SOHR va afegir que les mateixes les mateixes havien assassinat fins a 34 civils (17 infants) durant els enfrontaments.
El 23 de febrer es va anunciar la reconquesta d'al-Bab pels grups rebels - la Divisió Sultan Mourad, la Divisió al-Hamza i la Brigada al-Moutasem - juntament amb les localitats de Qabasin i Bizaah. El 25 de febrer, EI va començar a retirar-se de la ciutat de Tadef, cosa que va aprofitar l'endemà l'Exèrcit Sirià per capturar-la, quedant-se a un quilòmetre de la ciutat d'Al-Bab. Les intencions de capturar-la abans que les tropes rebels van resultar frustrades.

### Enfrontaments amb les FDS al voltant de Manbij (28 de febrer - 6 de març)

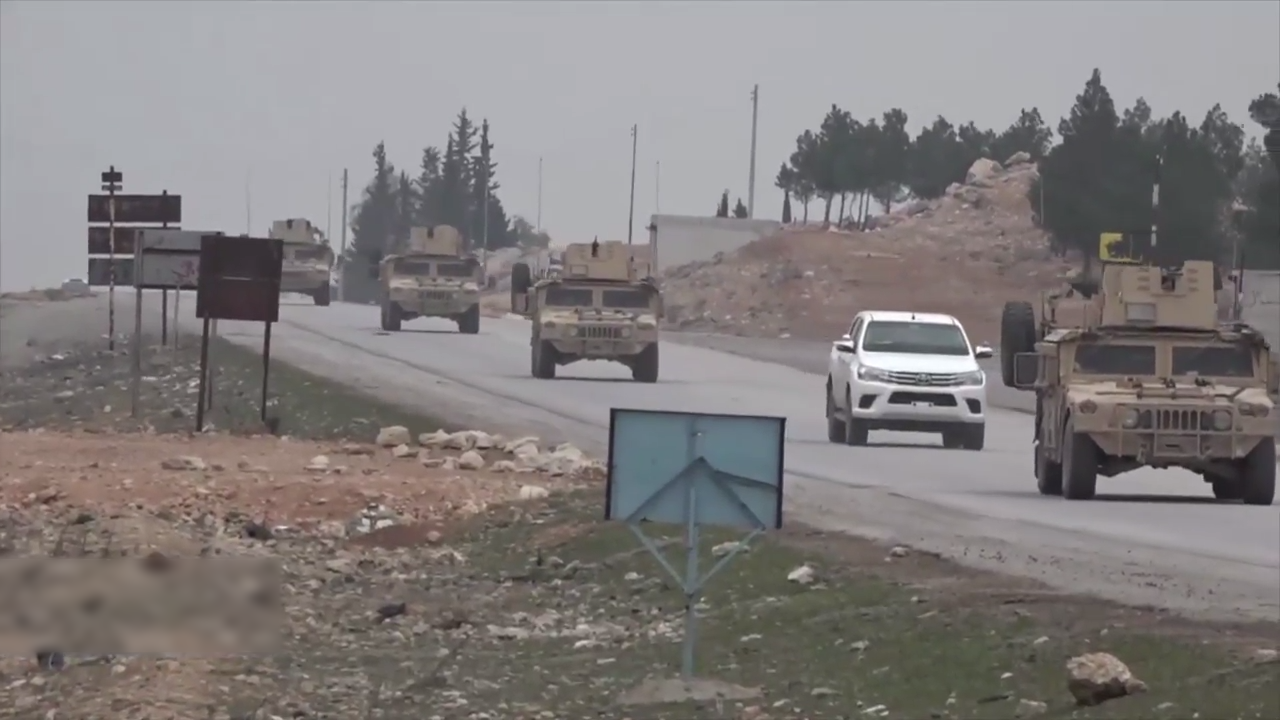
Humvees de l'exèrcit dels EUA travessen un poblat controlat per les FDS prop de Manbij, en un intent de "dissuadir" els rebels i les tropes turques d'atacar les FDS.

El 26 de febrer els Estats Units van anunciar el seu suport a la seguretat del Consell Militar de Manbij, de les FDS. Els EUA enviaren forces especials i diversos combois militars a Manbij després de l'anunci. El president turc Erdogan va anunciar el 28 de febrer que les forces rebels recolzades pels turcs assaltarien Manbij després de completar les seues operacions a al-Bab, com estava previst originalment. Erdogan va encomanar a YPG que es desplaçara a l'est del riu Eufrates i va descartar qualsevol cooperació amb les FDS. Es van produir enfrontaments entre les dues parts, i els rebels i turcs avançaren ràpidament a través de tres llogarets a l'oest de la ciutat. El Consell Militar de Manbij va anunciar el 2 de març que havia arribat a un acord amb Rússia per lliurar als pobles a oest de Manbij a la guàrdia fronterera del govern sirià en els pròxims dies, per tal de protegir-los de ser assaltats per forces proturques. El canceller de Turquia Mevlut Cavusoglu demanà als Estats Units que obligaren a les tropes kurdes a retirar-se de Manbij. Les FDS tard van llançar un contraatac, tornant a capturar diversos pobles que havien estat capturats pels rebels un dia abans. El General rus Sergey Rudosky i el Departament de Defensa dels Estats Units van confirmar el 3 de març que les FDS havien acordat lliurar als pobles a l'oest de Manbij al govern sirià. Rússia i el govern sirià enviaren un comboi d'ajuda humanitària després de l'acord, que el Departament de Defensa dels Estats Units va al·legar que també contenia material militar. Rudosky va indicar més endavant que les unitats de l'Exèrcit sirià havien estat desplegades en els llogarets de l'acord. El 4 de març, les forces d'operacions especials dels Estats Units van ser desplegades a Manbij en resposta als atacs dels rebels recolzats per les forces armades turques. L'exèrcit dels Estats Units va declarar que es va dur a terme el desplegament per impedir actes hostils, millorar la governabilitat de Manbij i assegurar que no hi ha presència persistent de les tropes d'YPG.
El portaveu del Consell Militar de Manbij Sharfan Darwish va declarar el 6 de març que la coalició anti-ISIL liderada pels Estats Units havia augmentat la seua presència a Manbij en resposta als enfrontaments entre les forces rebels proturques i les FDS. A més, el portaveu va indicar que no havien sol·licitat cap reforços extra de tropes de FDS o YPG, i va afegir que l'acord amb els pobles prop de Manbij s'havia retardat, però es mantenia en peu. Més tard va declarar que l'Exèrcit sirià havia ocupat de posicions en una part del front de guerra amb els rebels recolzats per Turquia. El primer ministre turc Yildirim per la seua banda, va dir que Turquia podria abandonar l'ofensiva a Manbij, ja que no hi tenien suport rus o americà. El President de l'Estat Major Conjunt dels Estats Units Joseph Dunford, el cap de l'estat major general rus Valery Gerasimov i el cap de l'estat major turc Hulusi Akar van reunir-se el 7 de març per desactivar possibles escalades de tensió al voltant de Manbij, així com per discutir temes comuns en matèria de seguretat regional. El ministre de Defensa turc, Fikri Işik, va declarar el 16 de març que era necessari buscar una solució diplomàtica amb els EUA i Rússia en Manbij, i que només consideraria un enfrontament militar si la diplomàcia no funcionara.